# Jan I (książę Meklemburgii, XIV w.)
Jan I (ur. ok. 1321, zm. w 1392 lub 1393) – książę Meklemburgii od 1329 r. wraz z bratem Albrechtem II, książę Meklemburgii-Stargard od podziału w 1352 r.

## Życiorys
Jan był młodszym synem księcia Meklemburgii Henryka II Lwa z jego związku z drugą żoną Anną, córką księcia Saksonii-Wittenbergi Albrechta II. Od 1329 r. formalnie wraz z bratem został księciem Meklemburgii, jednak do 1336 r. pozostawali pod opieką rady regencyjnej. W 1348 r. wraz z bratem wyniesiony przez Karola IV Luksemburskiego do wyższej rangi książęcej (dotąd używali oni tytułu Fürst, odtąd – Herzog). Wsparli wówczas uznanego przez Karola za prawdziwego tzw. fałszywego Waldemara, podającego się za nieżyjącego Waldemara Wielkiego pretendenta do margrabstwa brandenburskiego (w którym rządzili rywale Karola, Wittelsbachowie). W 1352 r. doszło do układu pomiędzy Janem i Albrechtem, na mocy którego dokonany został podział Meklemburgii: młodszy brat Jan objął świeżo zapewniony Meklemburgii Stargard. Podział ten okazał się trwały i zakończyło go wymarcie linii stargardzkiej dopiero w 1471 r.

## Rodzina
Jan był trzykrotnie żonaty. Jego pierwszą żoną była Ryksa, nieznanego pochodzenia. Drugą żoną była Anna, córka Adolfa VII, hrabiego Schauenburga. Trzecią żoną Jana była Agnieszka, córka Ulryka II, hrabiego Lindow-Ruppin, wdowa po Mikołaju IV, hrabi Werle. Ze związków tych pochodziło sześcioro dzieci:
- Albrecht (zm. 1397), biskup koadiutor w Dorpacie,
- Anna (zm. 1397/99), żona księcia Rugii Warcisława VI,
- Jan II (zm. 1416), książę Meklemburgii-Stargard,
- Ulryk I (zm. 1417), książę Meklemburgii-Stargard,
- Rudolf (zm. 1415), biskup Skary i Schwerin,
- Konstancja (zm. 1408).